# امرأة في دمي (فلم)
امرأة في دمي هو فيلم رومانسي مصري من إخراج أحمد فؤاد  وبطولة سهير رمزي، محمود عبد العزيز، مصطفى فهمي، جميل راتب وإيمان.

## نبذة
يتعرف أحمد على ليلى ويتعلق بها وتتفق على الزواج من عمر دون أن تعلم أنه شقيق أحمد، يعلم أحمد بحفل زفاف ليلى دون أن يعلم أنه عمر، فيثور ليقع له حادث بسيارته يسرع إليه عمر ولا يحضر الحفل. تظن ليلى أنه تخلى عنها فتقرر الزواج من أحمد ويعيش معهما عمر.

## طاقم العمل
- سهير رمزي بدور ليلى
- محمود عبد العزيز بدور عمر بدر الدين
- مصطفى فهمي بدور أحمد بدر الدين
- جميل راتب بدور جيمي
- إيمان بدور وفية

## وصلات خارجية
- مقالات تستعمل روابط فنية بلا صلة مع ويكي بيانات